# (37961) 1998 HG71
1998 HG71 (asteroide 37961) é um asteroide da cintura principal. Possui uma excentricidade de 0.15028100 e uma inclinação de 17.48226º.
Este asteroide foi descoberto no dia 21 de abril de 1998 por LINEAR em Socorro.